# Voluntários da Pátria
Voluntários da Pátria est un groupe brésilien de post-punk et rock alternatif, originaire de São Paulo, État de São Paulo, actif entre 1982 et 1986 avec quelques réunions sporadiques. Durant son parcours, il s'inspire de groupes tels que Gang of Four et The Cure. Le line-up classique du groupe se composait de Miguel Barella (chant), Thomas Pappon (batterie) et Ricardo Gaspa (basse).

## Histoire

### Débuts et concerts
Le groupe est formé le 7 septembre 1982 à São Paulo, par Thomas Pappon et Miguel Barella. Le premier line-up du groupe comprend également Minho K (Celso Pucci). Mauricio Rodrigues (qui rejoindra ensuite Ultraje a Rigor) et Guilherme Isnard rejoingnent plus tard le groupe. Giuseppe Frippi rejoint le groupe pour remplacer le guitariste Minho K, ex-Verminose. Après le départ d'Isnard, Nasi est invité à rejoindre le groupe. En 1983, le groupe participe au concert Diretas Já au Centro Cultural São Paulo.
Ayant du mal à se produire et n'ayant pas de grandes perspectives, Thomas quitte le groupe, car étant déjà membre de Fellini et Smack,,. Le groupe part avec un seul album, Voluntários Pátria, qui est enregistré en juillet 1984 dans le studio Mosh de São Paulo. Avant d'enregistrer les voix de l'album, Nasi se casse la mâchoire dans un accident de voiture et la production attend qu'il se rétablisse. La face A s'ouvre sur un morceau au titre provocateur pour l'époque O homem que eu amo (en français : « L'Homme que j'aime »), suivie par le nihiliste et sarcastique Iô-iô, comme Meu iô-iô não quer subir/Vou reclamar na coca-cola. Cadê o socialismo ? est une bonne provocation pour ces années d'ouverture politique, et ce n'est pas une coïncidence s'il a été interdit de représentation publique. Le disque comprend également l'instrumental Marcha et Nazi über alles. Verdades e mentiras est un morceau de post-punk de São Paulo, l'une des meilleures de l'album. L'album est réédité en CD en 1996, avec l'ajout de 7 morceaux bonus, dont deux inédits.
Malgré la courte carrière du groupe, qui cédera bientôt la place à des projets individuels et à de nouveaux groupes (Nasi et Gaspa se consacreront à Ira!, Thomas formera Fellini et Smack, Miguel et Giuseppe avec Alvos Móveis), Voluntários da Pátria a une bonne répercussion dans la capitale et est un groupe précurseur dans le style, ayant joué sur toutes les scènes de l'underground de São Paulo, comme Carbono 14, Madama Satã, Napalm, Lira Paulistana, Rose Bom Bom et les scènes de Rio de Janeiro comme Noites Cariocas et Circo Voador.
Le groupe tient toujours avec une troisième formation, Paulo H au chant, Miguel et Giuseppe aux guitares, Akira S à la basse, et Edson X à la batterie. Il ne dure que jusqu'en février 1986, date à laquelle il donne son dernier concert, dans le cadre de l'émission Mixto Quente de Rede Globo.

### Réunions
Voluntários da Pátria tente quelques retours au cours des années 1980, avec d'autres formations qui réunissaient un autre groupe de figures connues du rock de São Paulo, comme Sandra Coutinho (As Mercenárias), Guilherme Isnard (Zero), Edson X (Gueto), Maurício (Ultraje a Rigor), Kuki Stolarski et Akira S. Pendant un certain temps, le line-up reste stable avec Edson X et Akira S aux fourneaux, tout comme Akira S et As Garotas Que Erraram, un groupe avec lequel Giuseppe et Miguel ont collaboré.
En février 1996, ils donnent un concert à Aeroanta, dans l'ouest de São Paulo, avec les groupes Mercenárias et Smack, d'autres groupes de post-punk alors disparus,. 20 ans plus tard, le 7 octobre 2016, le groupe se reforme pour un concert au Sesc Belenzinho, à São Paulo, avec la formation classique et Sandra Coutinho à la place de Gaspa,.
Le 7 avril 2019, avec Nasi, Miguel Barella, Ricardo Gaspa, Giuseppe « Frippi » Lenti et Thomas Pappon, le groupe se reforme pour un concert au Centro Cultural São Paulo,,. En 2022, ils sortent les singles O Voluntário, et Ainda Estamos Juntos,. Le 23 octobre 2024, le groupe se reforme avec sa formation classique pour un concert commémoratif au Sesc Pompeia de São Paulo, célébrant le 40e anniversaire de leur album éponyme Voluntários da Pátria,.

## Discographie
- 1984 : Voluntários da Pátria